# Southern California Fusion
O Southern California Fusion foi um time americano de futebol , fundado em 2006, que competiu na National Premier Soccer League (NPSL), o quarto nível da Pirâmide de Futebol Americano até 2007, quando, apesar de ser o atual campeão do NPSL, a franquia optou por deixar o liga.
Em 2007, a equipe jogou suas partidas em casa no Aviara Park, na cidade de Carlsbad, Califórnia, 35 milhas ao norte do centro de San Diego . As cores da equipe eram preto, vermelho, branco e dourado. 
A equipe também montou uma equipe de showbol de 2004 a 2011 na Premier Arena Soccer League . 